# Felimare californiensis
Felimare californiensis es una especie de nudibranquio dórido de la familia Chromodorididae1. Esta especie fue asignada al género Felimare, el cual fue recientemente re-erecto con base en análisis moleculares utilizando dos marcadores mitocondriales, el citocromo oxidasa subunidad 1 (COI) y el 16S rRNA (16S)2.

## Descripción
El cuerpo es de color azul marino y alargado. El dorso está cubierto por pequeños puntos amarillos y blanco azulosos. Los rinóforos y la branquia son del mismo color del cuerpo y con puntos amarillos y se pueden retraer. Como otras especies del género Felimare, esta especie se alimenta de esponjas. Puede alcanzar hasta los 30 mm3,4.

## Distribución
La especie Felimare californiensis se distribuye por California hasta el golfo de California3,4.

## Hábitat
En zonas arrecifales y rocosas3.